# Phytomyza libanotidis
Phytomyza libanotidis este o specie de muște din genul Phytomyza, familia Agromyzidae, descrisă de Erich Martin Hering în anul 1928.
Este endemică în Germania. Conform Catalogue of Life specia Phytomyza libanotidis nu are subspecii cunoscute.